# Црква брвнара у Вранићу
Црква брвнара у Вранићу, подигнута је 1823. године на темељима старије цркве из 18. века. Представља заштићено непокретно културно добро као споменик културе од великог значаја. Црква брвнара налази се у црквеној порти у Вранићу, поред новије цркве Светог Илије. Данас је ово црква Светих четрдесет мученика (Младенци).

## Историјат
Прва архитектонска истраживања Цркве брвнаре у Вранићу извршио је архитекта Добросав Павловић. Његова истраживања су била први подаци од којих од којих се кренуло, а новија архитектонска истраживања на овом објекту покренута су 1975. године.
Према историографским испитивањима, прва црква у селу Вранићу подигнута је у другој половини 18. века, док је прва црква брвнара саграђена још у периоду пре првог српског устанка, на локалитету званом Окапина. Ова црква брвнара је пре 1810. године пренета на нову локацију, тада познату као Црквени крај а на месту првобитне цркве, на Окапини, подигнут је споменик — „белег” који и данас постоји, а који је 1810. године према оригиналном натпису обновио поп Атанасије.
Крајем 18. и почетком 19. века око цркве су се збивали догађаји везани за Кочину крајину и припремање Првог српског устанка. Турци су 1813. године оскрнавили и запалили цркву брвнару, а на истој локацији (Црквени крај), на темељима спаљене цркве, 1823. године подигнута је нова црква брвнара. Запис на западним вратима потиче из 1823. године и та година се узима као година обнове цркве брвнаре. Нова црква подигнута је као једнобродна грађевина са тремом, кровом покривеним шиндром и малим полукружним прозорима. Крајем 19. века вршена је реконструкција током које су отворени велики правоугаони прозори. Године 1909. вршена је још једна реконструкција, при чему је објекат скраћен, уклоњен је трем, а кровна конструкција је измењена и покривена бибер црепом. Мањи заштитни радови изведени су 1951. године, а археолошко истраживање 1975. године.
Црква брвнара у Вранићу реконструисана је још једном, почетком 21. века, када јој је враћен првобитни, оригинални изглед.

## Изглед
Црква брвнара у Вранићу је једнобродна грађевина, грађена од храстовог дрвета. Правоугаоне је основе која се на источном делу завршава седмоугаоном олтарском апсидом и припратом одвојеном од наоса преградом са аркадама. Ширина цркве је 6,70 а дужина 14,50 метара. По својим димензијама спада у веће објекте овога типа. Грађевина је оријентисана у правцу исток—запад. Унутрашњи простор подељен је на три неједнака поља: припрату на западу, наос и олтарски простор на истоку. Оригинална грађевина је имала стрми кров покривен шиндром, који је у реконструкцијама вршеним почетком 20. века замењен кровним покривачем блажег нагиба и са бибер црепом. Црква има два улаза — западни, централно постављен и северни, који се налази ближе олтарском простору. Посебно се по начину израде истичу западна врата која су декоративно резбарена и бојена.
Током реконструкције почетком 20. века и ентеријер претрпео низ измена: уклоњен је првобитни хор тако да је у припрати остало само степениште, а засведена таваница замењена је равном, од шашовца. Том приликом је скинут горњи део иконостаса из 1828. године, а како је највећи део његових делова сачуван у новијој цркви Св. Илије, изграђеној крајем 19. века, могуће га је у целини реконструисати.
Покретни фонд чини око 50 уметничких предмета. Иконе су радови непознатих зографа, међу којима се неке приписују Константину зографу и иконописаца Илије Петровића и Николе Јанковића. Осим икона сачуване су и старе књиге, настале у периоду од 17. до 19. века, као и предмети уметничког занатства који су настали углавном у периоду од краја 18. до краја 19 века. Међу овим предметима налази се и велики резбарени крст Хаџи Рувима из 1800. године. Осим богате збирке икона и других богослужбених предмета, у Вранићу је сачуван и црквени мобилијар из 18. века.

## Локација
Црква брвнара налази се у црквеној порти у Вранићу, на заштићеној парцели. На истој парцели, у непосредној близини цркве, налази се и Кућа породице Матић. Иако су настале у истом периоду, ове две грађевине не представљају јединствену целину, јер се стамбене поповске куће у црквеној порти јављају у Србији тек крајем деветнаестог века. Олакшавајућа околност је био став да се кућа презентује искључиво као експонат. Уз одговарајућу физичку удаљеност, постигнут је ефекат двеју засебних целина, али је уједно сачувана и њихова компатибилност. Осим ова два објекта, у порти се налазе још и Црква Светог Илије из 1888. године,

## Галерија
- Украс са старе цркве, спаљене у 19. веку
- „Белег” са натписом на месту прве цркве на Окапини
- Црква брвнара поред цркве Св. Илије
- Старо гробље поред цркве брвнаре
- Старо гробље поред цркве брвнаре
- Гроб совјетника Павла Поповића поред цркве Брвнаре
- Спомен табла Павлу Поповићу на зиду цркве брвнаре